# 浦添市立宮城小学校
浦添市立宮城小学校（うらそえしりつ みやぎしょうがっこう）は、沖縄県浦添市宮城3丁目にある公立小学校。

## 概要
- 本校は、神森小学校の分離校として開校した。

## 沿革
- 1982年（昭和57年）
  - 時期不明 - 校舎建築[3]。
  - 4月 - 開校[1]。
- 2023年（令和5年）1月15日 - 創立40周年記念式典挙行[4]。

## 通学区域と進学先中学校
出典

### 通学区域
- 宮城3丁目
- 宮城4丁目
- 宮城6丁目
- 仲西2丁目
- 大平1丁目（27番～36番）
- 大平2丁目

### 進学先中学校
- 浦添市立仲西中学校 - 宮城3丁目、宮城4丁目、宮城6丁目（1番～5番）、仲西2丁目、大平1丁目、大平2丁目（1番～12番）から通う児童の主な進学先。
- 浦添市立神森中学校 - 宮城6丁目（6番～25番）、大平2丁目（13番～21番）から通う児童の主な進学先。

## アクセス
- 琉球バス交通系統55番牧港線・系統56番浦添線・系統256番浦添てだこ線・系統99番天久新都心線で、「宮城入口」停留所下車後、
  - 城間・浦添前田駅・てだこ浦西駅・宜野湾方面行のりばから、徒歩約420m・約6～7分。
  - 那覇バスターミナル・那覇空港・豊見城市豊崎方面行のりばから、徒歩約480m・約7～8分（Jimmy'sCAFE付近の横断歩道を経由する必要(バス停付近に横断歩道は無い)があるため、やや遠回りとなる）。

## 周辺
- 浦添市立宮城幼稚園 - 同一敷地内で、かつ進級前幼稚園。本校と同じ時期に神森幼稚園から分離開園した[6]。
  - このほか、周辺には浦添市立宮城幼稚園以外の公立・私立の幼稚園・保育園なども点在する。
- 浦添市みやぎ希望の森コミュニティセンター - 敷地が隣接
- 小湾川
- 浦添市立せせらぎ公園
- 浦添市宮城公民館
- 沖縄県道251号那覇宜野湾線
- 浦添市立仲西小学校
- 浦添市立仲西中学校 - 主な進学先中学校のひとつ。